# マルコス・アントニオ・ジ・リマ
インジオ（Índio）ことマルコス・アントニオ・ジ・リマ（ポルトガル語: Marcos Antonio de Lima、1975年2月14日 - ）は、ブラジルの元サッカー選手。ポジションはDF。

## タイトル
インテルナシオナル
- カンピオナート・ガウショ: 2005, 2008, 2009, 2011, 2012, 2013, 2014
- コパ・リベルタドーレス: 2006, 2010
- FIFAクラブワールドカップ: 2006
- レコパ・スダメリカーナ: 2007, 2011
- コパ・スダメリカーナ: 2008
- スルガ銀行チャンピオンシップ: 2009